# 伊藤青葉
伊藤 青葉（いとう あおば、Aoba Ito、1989年6月7日 - ）は、日本のAV女優。

## 略歴・人物
2007年に吊りスカートとブラウスの制服を着た作品でデビュー。「青葉」「あおば」と表記する作品もある。ロリータ系女優として多数の作品に出演。

## 出演作品
2007年
- とっても!制服が似合う素敵な娘 22（8月25日、オーロラプロジェクト）※デビュー作
- M男にビンタして濡れるS女（10月5日、アルファーインターナショナル）
- 角 押し付け擦り付け オナニー（11月2日、映天）
- LOVE DOLL あおば百式（11月10日、オーロラ・プロジェクト）
- K立東●大学在籍 現役女子大生（12月7日、BRAVO）
- 平成アリス（12月20日、スターパラダイス）

2008年
- 少女相姦日記 少女のいけない性体験（1月5日、eighteen）
- アナルSEX（1月7日、オーロラ・プロジェクト）
- 少女の過ち 06（1月11日、プレステージ）
- 手配師に頼んでやってきたホームレス労働者さん! 生中出しのお仕事ですよ!（1月17日、ディープス）
- 変態妄想少女（2月13日、マルクス兄弟）
- ワレメっ娘クラブ（2月18日、スカッド）
- 変態少女と現役キャバクラ嬢のふたなり願望（2月19日、ドグマ）
- いもうと。（2月22日、クリスタル映像）
- スクールガール ～制服美少女～（2月25日、オーロラ・プロジェクト）
- LOVE SO SWEET（3月21日、宇宙企画）
- 制服美少女と性交（4月5日、ドリームチケット）
- 私は男の子（4月5日、グラフィス）
- 陵辱母娘 娘の目の前で犯される母（4月17日、ヒビノ）
- Fairy Doll 【白濁少女6】（6月13日、smiley）
- 超敏感美乳BODYスペシャル（8月7日、ナチュラルハイ）
- 獣皇46　私は犬とSEXしたい男の子です（9月4日、グローリークエスト）
- おはズボッ! こんなに突かれたら、夢にまで出てきそう! イキすぎヤリすぎエロエロッ娘大集合（9月11日、アテナ映像）
- 少年調教おちんぽ陵辱同性愛（9月19日、CROSS）
- 少女拘束ブルマバイブ観察（9月26日、I.B.WORKS）
- 突然背後から美少女に手コかれちゃった僕。（10月13日、アロマ企画）
- 平成美少女と濃厚交尾（10月20日、スターパラダイス）
- パイパン ニーソックス（10月24日、I.B.WORKS）
- ベロでち○ぽを喰らう女 パンフェラ&舌上発射フェラ（10月25日、アロマ企画）
- うつ伏せオナニー3（11月13日、アロマ企画）
- 爆乳パイパン水中合体 Kカップご奉仕ペニバンFUCK（11月19日、アンナと花子）
- デカ尻JKのピストン騎乗位DX（11月22日、アロマ企画） ※AVグランプリ2009 エントリー作品
- ケガDOLLS（11月22日、NIRVANA） ※AVグランプリ2009 エントリー作品
- パイパンMANIAX（11月28日、TMA）
- 時間よ止まれ!パート11 ～いつでもどこでもハレンチ天国～（12月13日、V&Rプロダクツ）

2009年
- 痴女M女激愛倒錯レズマンコ（2月25日、オペラ）